# 沈奕斐
沈奕斐，复旦大学社会学系副教授、家庭发展研究中心主任。主要研究领域为家庭研究、性别研究等。曾取得复旦大学社会学博士学位，哈佛大学燕京学社2007-2009年度访问学者。多次就性别议题、婚恋议题在媒体发声。

## 部分出版作品
《被建构的女性》（2005）
《个体家庭iFamily:中国城市现代化进程中的个体、家庭与国家》（2013）
《通过性别看世界》（2019）